# Żuków (obwód lwowski)
Żuków (ukr. Жуків) – wieś w rejonie złoczowskim obwodu lwowskiego Ukrainy. Do scalenia w 1934 r. w II Rzeczypospolitej miejscowość była siedzibą gminy wiejskiej w powiecie złoczowskim województwa tarnopolskiego.

## Położenie
Na podstawie Słownika geograficznego Królestwa Polskiego i innych krajów słowiańskich Żuków to wieś w powiecie złoczowskim, położona 16 km na południowy-zachód od sądu powiatowego, stacji kolejowej i urzędu poczty i telegrafu w Złoczowie.
Wieś prawa wołoskiego, położona była na początku XVI wieku w ziemi lwowskiej województwa ruskiego.
Pod koniec XIX w. grupa domów i folwark nosiły nazwę Skażenica.